# Varreddes
Varreddes [vaʁɛd] ist Dorf und eine Gemeinde mit 2166 Einwohnern (Stand 1. Januar 2022) im französischen Département Seine-et-Marne in der Region Île-de-France. Der Ort gehört zum Gemeindeverband Communauté d’agglomération du Pays de Meaux.

## Geographie
Der Ort befindet sich vier Kilometer nördlich von Meaux am Canal de l’Ourcq.

## Geschichte
Der Ort wurde erstmals im Jahr 1112 als Varedæ schriftlich erwähnt. 1771 zählte das Dorf 25, 1787 bereits 339 Haushalte. 1828 hatte die Gemeinde 1300, 1876 in 340 Häusern 1028 Einwohner.

## Sehenswürdigkeiten
- Kirche Saint-Vincent-et-Saint-Arnould, erbaut ab dem 12. Jahrhundert

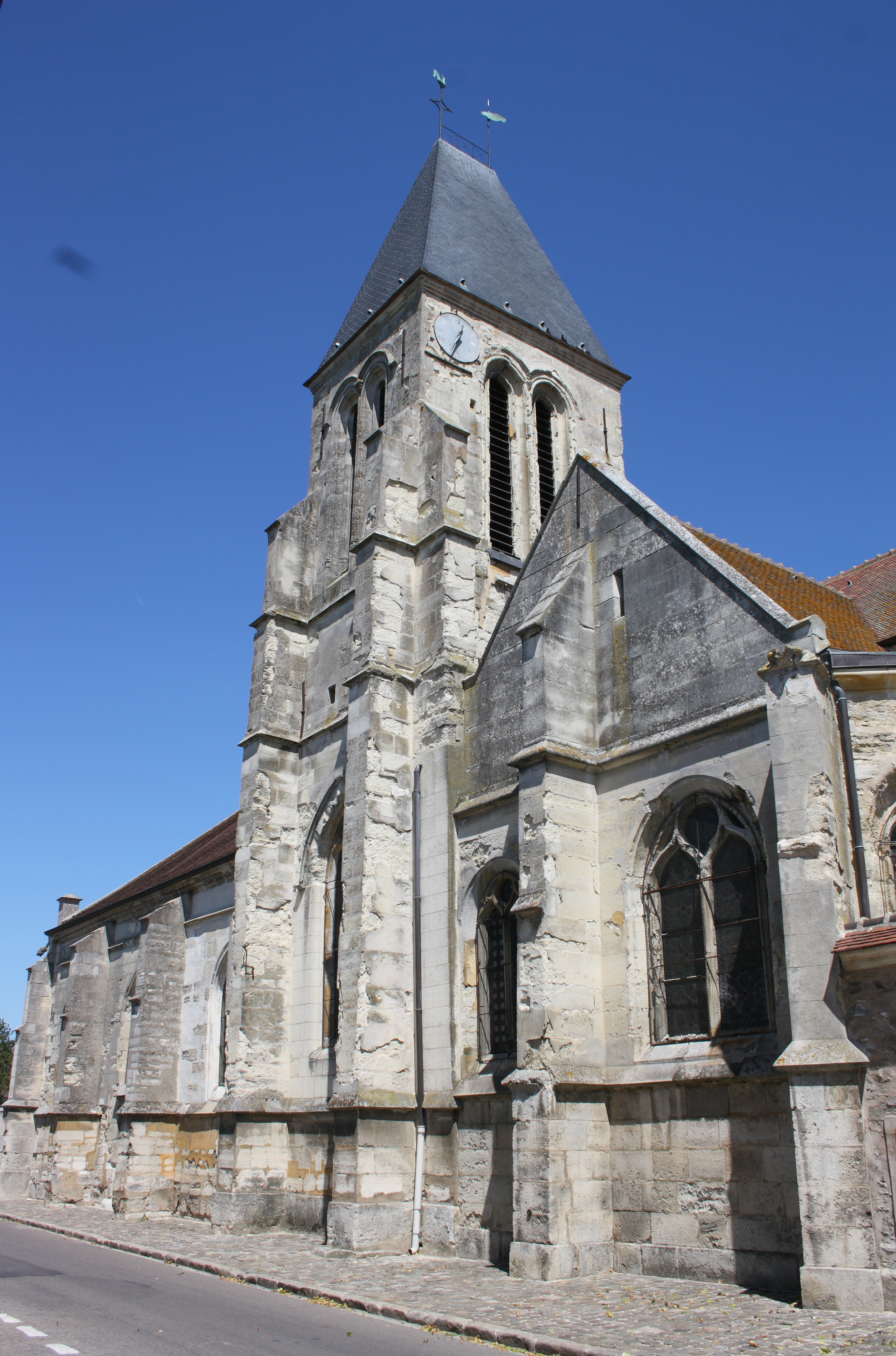
Kirche Saint-Vincent-et-Saint-Arnould

## Persönlichkeiten
- Jean-Victor Frond (1821–1881), Photograph und Verleger
- Jeanne Hébuterne (1898–1920), Malerin
- Philippe Choplain (* 1982), Radsportler